# Kleinpestitz
Kleinpestitz är en stadsdel i Dresden i Sachsen, Tyskland.
Kleinpestitz nämndes första gången 1370 och blev en del av Dresden 1921.